# On Your Radar
On Your Radar − trzeci album brytyjsko-irlandzki girlsbandu The Saturdays. Krążek został wydany 18 listopada 2011 roku przez wytwórnię Fascination. Zespół współpracował z takimi producentami jak: Lucas Secon, Steve Mac, Space Cowboy, Brian Higgins, Taio Cruz i inni.
Album w pierwszym tygodniu od premiery został sprzedany w 18 044 egzemplarzach, dzięki czemu zadebiutował na 23 miejscu UK Albums Chart.

## Lista utworów
| Nr. | Tytuł piosenki                                  | Autor i współtwórcy tekstu piosenki                                                | Producent/Producenci     | Czas |
| --- | ----------------------------------------------- | ---------------------------------------------------------------------------------- | ------------------------ | ---- |
| 1.  | "All Fired Up"                                  | Tim Deal, Brian Higgins, Matt Gray, Annie Yuill, Nick Dresti, Miranda Cooper, MNEK | Brian Higgins, Xenomania | 3:13 |
| 2.  | "Notorious"                                     | Ina Wroldsen, Steve Mac                                                            | Mac                      | 3:12 |
| 3.  | "Faster"                                        | Wroldsen, Mac                                                                      | Mac                      | 3:54 |
| 4.  | "My Heart Takes Over"                           | Wroldsen, Mac                                                                      | Mac                      | 4:06 |
| 5.  | "Get Ready, Get Set"                            | The Saturdays, Higgins Cooper, Nicolas Dresti, MNEK, Tim Deal, Gray                | Xenomania                | 3:28 |
| 6.  | "The Way You Watch Me" (featuring Travis McCoy) | Tanya Lacey, Lucas Secon, Carsten Mortensen                                        | Lucas Secon              | 3:29 |
| 7.  | "For Myself"                                    | The Saturdays, David Eriksen, Viktoria Hansen, Thomas Eriksen                      | David Eriksen            | 3:24 |
| 8.  | "Do What You Want With Me"                      | Jarrad Rogers, Bryn Christopher                                                    | Rogers                   | 3:37 |
| 9.  | "Promise Me"                                    | The Saturdays, Steve Daly, Jon Keep, Ali Tennant                                   | Tracklacers              | 3:22 |
| 10. | "Wish I Didn't Know"                            | The Saturdays, Daly Keep, Tennant                                                  | Charlie Holmes           | 3:42 |
| 11. | "White Lies"                                    | Wroldsen, Carl Falk, Rami Yacoub                                                   | Falk, Yacoub             | 4:02 |
| 12. | "Last Call"                                     | Una Healy, Holmes Lucie, Silvas                                                    | Holmes                   | 3:57 |
| 13. | "I Say OK"                                      | The Saturdays, David Eriksen, Nina Woodford                                        | David Eriksen            | 3:47 |
| 14. | "Move on U"                                     | The Saturdays, The Alias                                                           | The Alias                | 3:24 |

## Notowania i certyfikaty
| Charts (2011)      | Peak position |
| ------------------ | ------------- |
| Irish Albums Chart | 43            |
| UK Albums Chart    | 23            |

| Kraj            | Nadający | Certyfikat |
| --------------- | -------- | ---------- |
| Wielka Brytania | BPI      | Srebro     |

## Historia wydania
| Kraj            | Data              | Format                                         | Wytwórnia |
| --------------- | ----------------- | ---------------------------------------------- | --------- |
| Australia       | 18 listopada 2011 | Digital download                               | Polydor   |
| Irlandia        | 18 listopada 2011 | CD, digital download, limitowana edycja deluxe | Polydor   |
| Wielka Brytania | 21 listopada 2011 | CD, digital download, limitowana edycja deluxe | Polydor   |